# Andrónico Tarcaniota
Andrónico Tarcaniota (en griego: Ανδρόνικος Ταρχανειώτης, romanizado: Andrónikos Tarchaneiotes; fallecido en 1283) fue un noble bizantino con el cargo de gran conostaulo. Era el hijo del gran doméstico Nicéforo Tarcaniota y hermano del protovestiario Miguel Tarcaniota y del general Juan Tarcaniota. Se casó con una hija de Juan I Ducas de Tesalia en un matrimonio arreglado por el emperador bizantino Miguel VIII Paleólogo en su política de establecer estrechas relaciones con Juan. Su plan, sin embargo, no tuvo éxito y Andrónico apoyó a su suegro contra el emperador. Después, debido a problemas familiares, Andrónico retomó su apoyo al emperador Miguel y acabó por derrotar a su suegro. Lo único que se sabe de su vida posterior es que murió de peste en 1283.